# Claude de Visdelou

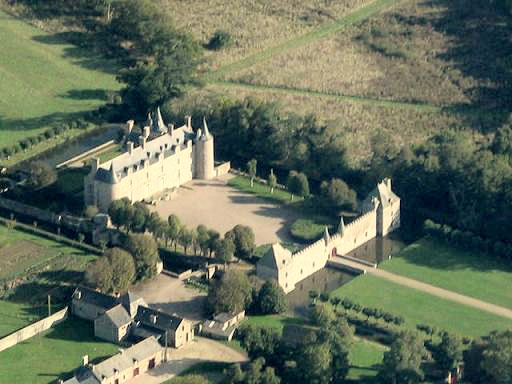

Claude de Visdelou, né le 12 août 1656 à Trébry en Bretagne (France) et décédé le 11 novembre 1737 à Pondichéry (Inde), était un prêtre jésuite français, missionnaire en Chine. Vicaire apostolique de Guizhou (1708) et évêque en 1709, il fut contraint de se retirer peu après à Pondichéry, où il passa le reste de sa vie.

## Biographie

### Missionnaire en Chine
Né au château de Bienassis en Bretagne, Claude de Visdelou entre au noviciat des Jésuites de Paris le 6 septembre 1673. Au terme de sa formation spirituelle et intellectuelle, il est ordonné prêtre à Paris en janvier ou février 1685. Peu après, en mars de la même année, il quitte Brest avec un groupe de « mathématiciens du Roi » envoyé par Louis XIV en délégation auprès de l’empereur de Chine. Des retards, occasionnés par des oppositions politiques locales, font qu’il n’arrive à Pékin qu’en février 1688.
Très brillant comme les quatre autres jésuites envoyés par Louis XIV en Chine, il est nommé en 1708, vicaire apostolique de  Guizhou et ordonné secrètement évêque par le délégué pontifical Charles de Tournon, à Macao, le 2 février 1709 avec comme siège titulaire Claudiopolis.
Cependant, seul jésuite à soutenir les vues du délégué pontifical concernant la question des rites chinois, il est en désaccord profond avec ses confrères jésuites et se voit contraint de s’éloigner dès 1709. Il se retire à Pondichéry, auprès des Capucins, où il s’adonne à un intense travail intellectuel de sinologue durant les trente dernières années de sa vie.

### Sinologue
Il connaissait très bien le chinois et le traduisait très aisément : il est le premier traducteur en latin du fameux livre des mutations, le Yi-king, le plus ancien des livres de sagesse chinois. On lui doit aussi les premières notions exactes et suivies sur les grands travaux historiques des Chinois. Il a laissé une Histoire de la Tartarie, en 4 volumes in-4°, éditée dans la Bibliothèque orientale d’Herbelot, édition de 1777-79.